# Galléros álszajkó
A galléros álszajkó (Trochalopteron yersini) a madarak osztályának verébalakúak (Passeriformes) rendjébe és a Leiothrichidae családjába tartozó faj.

## Rendszerezése
A fajt Herbert Christopher Robinson és Cecil Boden Kloss írták le 1919-ben. Sorolták a Garrulax nembe Garrulax yersini néven is.

## Előfordulása
Délkelet-Ázsiában, Vietnám területén honos. A természetes élőhelye a szubtrópusi vagy trópusi hegyi esőerdők és magaslati cserjések. Állandó, nem vonuló faj.

## Megjelenése
Testhossza 26-28 centiméter.

## Természetvédelmi helyzete
Az elterjedési területe nagyon kicsi és széttöredezett, egyedszáma tízezer alatti és csökken. A Természetvédelmi Világszövetség Vörös listáján veszélyeztetett fajként szerepel.